# Croton aromaticus
Croton aromaticus là một loài thực vật có hoa trong họ Đại kích. Loài này được Carl Linnaeus mô tả khoa học đầu tiên năm 1753.

## Phân bố
Loài bản địa Ấn Độ, Bangladesh và Sri Lanka.

## Lưu ý
Các danh pháp C. aromaticus do các tác giả khác đặt là như sau:
- Croton aromaticus Gaertn., 1790 nom. illeg. = Croton caudatus Geiseler, 1807
- Croton aromaticus Miq., 1859 nom. illeg. = Mallotus tiliifolius (Blume) Müll.Arg., 1865
- Croton aromaticus Wall., 1847 nom. nud. = không xác định.